# L'Enfant secret
Pour plus de détails, voir Fiche technique et Distribution.
L'Enfant secret est un film français réalisé par Philippe Garrel, sorti en 1979 (bien qu'il soit sorti réellement en 1982 dans la France entière).
Le film obtint le prix Jean-Vigo 1982.

## Synopsis
Elie, une comédienne férue de voyages, rencontre Jean-Baptiste, un cinéaste de dix ans son cadet. Ils vivent une passion amoureuse. Elle lui présente Swann, l'enfant qu'elle a eu d'une relation avec un comédien. Elie, qui entretient plusieurs relations extra-conjugales, quitte soudain Jean-Baptiste. Celui-ci, brisé par cette rupture, se réfugie dans la mescaline. Les effets de la drogue sont tellement dévastateurs qu'il est interné dans un asile psychiatrique où il subit un traitement par électrochocs. Elie le fait sortir de l'asile, puis se remet en couple avec lui. Très affectée par le décès de sa mère et la perte de la garde de son enfant, Elie se réfugie bientôt dans l'héroïne...

## Fiche technique
- Titre : L'Enfant secret
- Réalisation : Philippe Garrel
- Scénario : Philippe Garrel (avec le concours d'Annette Wademant)
- Production : Philippe Garrel
- Images : Pascal Laperrousaz
- Son : Alain Villeval
- Musique : Faton Cahen
- Pays d'origine : France
- Format : Noir et blanc
- Genre : Drame
- Durée : 92 minutes
- Date de sortie : 1979

## Distribution
- Anne Wiazemsky : Elie
- Henri de Maublanc : Jean-Baptiste
- Elli Medeiros : la prostituée
- Xuan Lindermayer : Swann, le fils d'Elie
- Philippe Garrel
- Christian Aaron Boulogne
- Benoît Ferreux : un ami de Jean-Baptiste
- Bambou